# 孔青
孔青（1952年—），山东曲阜人，汉族，中华人民共和国政治人物、第十一届全国人民代表大会山东地区代表。
毕业于山东矿业学院管理系统专业，是中共党员。担任山东省肥城矿业集团董事长。2008年起担任全国人大代表。